# 德安德烈·班布里
德安德烈·皮耶·班布里（英語：DeAndre' Pierre' Bembry，1994年7月4日—）生於美國北卡羅萊納州夏洛特，美國職業籃球運動員，場上位置為得分後衛 / 小前鋒。大學時期就讀於聖約瑟夫大學，並於2016年被選為太平洋十校聯合會年度最佳球員。
德安德烈·班布里在2016年NBA選秀中以首輪第21順位被亞特蘭大老鷹選中，受傷後被下放至NBA發展聯盟的愛達荷奔騰。

## 高中生涯
班布里曾短暫就讀於羅基·瑞佛斯高中，之後轉學到籃球名校聖派屈克高中，場均能得到21.8分和9.0個籃板，獲選為新澤西州最佳陣容第一隊。

## 大學生涯
2013年，班布里进入圣约瑟夫大学就讀。在大一賽季，班布里獲得了太平洋十校聯合會年度最佳新人。並且自2008年以來一直幫助聖約瑟夫大學打進NCAA一級男子籃球錦標賽。而球隊陣中還包括未來的NBA球員蘭斯頓·加洛韋以及隆納·羅伯茲和哈勒爾· 卡納塞維奇。
在班布里升上大二時，圣约瑟夫大学老鷹隊失去了四名主力球員。於是班布里獨撐大樑。場均取得17.7分、7.7次籃板和3.6助攻。賽季結束後班布里獲選為太平洋十校聯合會最佳陣容第一隊。

### 大學統計數據
| 賽季    | 大學         | 上場次數 | 先發次數 | 上場時間 | 投篮命中率 | 三分球命中率 | 罚球命中率 | 篮板 | 助攻 | 抄截 | 阻攻 | 得分 |
| ------- | ------------ | -------- | -------- | -------- | ---------- | ------------ | ---------- | ---- | ---- | ---- | ---- | ---- |
| 2013–14 | 圣约瑟夫大学 | 34       | 34       | 32.6     | 45.8       | 34.6         | 58.3       | 4.5  | 2.7  | 0.9  | 0.6  | 12.1 |
| 2014–15 | 圣约瑟夫大学 | 31       | 31       | 38.6     | 43.2       | 32.7         | 63.8       | 7.7  | 3.6  | 1.9  | 0.9  | 17.7 |
| 2015–16 | 圣约瑟夫大学 | 35       | 34       | 37.2     | 48.3       | 27.2         | 64.5       | 7.6  | 4.5  | 1.4  | 0.9  | 17.5 |

## 職業生涯

### 亞特蘭大老鷹（2016-至今）
2016年6月23日，班布里由2016年NBA選秀大會中於首輪第21順位被亞特蘭大老鷹選中。2016年7月15日，班布里與老鷹隊簽下新秀合約。並於2016年10月27日在老鷹隊以114-99擊敗了華盛頓巫師的比賽中，於兩分鐘的上場時間內得到2分和1籃板。班布里的新秀賽季曾多次被下放至NBA發展聯盟的愛達荷奔騰進行磨練。
2017年9月13日，班布里因肱三頭肌受傷而被迫休養了四到六週。
班布里於2018年10月24日得到生涯新高29分鐘內取到16個籃板，協助球隊以111–104戰勝達拉斯獨牛仔。

## NBA生涯數據

### NBA常规賽數據統計
| 賽季    | 球隊         | 出賽 | 先發 | 平均上場時間(分鐘) | 投籃命中率(%) | 三分球命中率(%) | 罰球命中率(%) | 平均籃板 | 平均助攻 | 平均抄截 | 平均阻攻 | 平均得分 |
| ------- | ------------ | ---- | ---- | ------------------ | ------------- | --------------- | ------------- | -------- | -------- | -------- | -------- | -------- |
| 2016–17 | 亞特蘭大老鷹 | 38   | 1    | 9.8                | 48.0          | 5.6             | 37.5          | 1.6      | 0.7      | 0.2      | 0.1      | 2.7      |
| 生涯    |              | 38   | 1    | 9.8                | 48.0          | 5.6             | 37.5          | 1.6      | 0.7      | 0.2      | 0.1      | 2.7      |

## 個人生活
在2016年NBA選秀大會舉行的前兩個星期，班布里的弟弟阿德里安·班布里在夏洛特的一棟公寓外遭槍殺身亡，凶手身份與動機不明。